# 청양경찰서
청양경찰서(靑陽警察署, Cheongyang Police Station)는 충청남도경찰청이 관할하는 경찰서 중 하나이다. 충청남도 청양군 일대를 관할한다. 충청남도 청양군 청양읍 충절로 1317(학당리 202-4)에 위치하고 있다.
서장은 총경으로 보한다.

## 기본 정보
- 주소: 충청남도 청양군 청양읍 충절로 1317(학당리 202-4)
- 우편번호: 345-803

## 관할 파출소 및 지구대
| 명칭           | 사진 | 주소                   | 관할구역       | 치안센터                  |
| -------------- | ---- | ---------------------- | -------------- | ------------------------- |
| 칠갑지구대     |      | 청양읍 칠갑산로 213    | 청양읍, 대치면 | 대치치안센터              |
| 정산지구대     |      | 정산면 칠갑산로 1948   | 정산면, 목면   | 목면치안센터              |
| 장평청남파출소 |      | 장평면 닭우리고개길 39 | 장평면, 청남면 | 청남치안센터 미당치안센터 |
| 화성남양파출소 |      | 화성면 무한로 130      | 화성면, 남양면 | 남양치안센터              |
| 운곡파출소     |      | 운곡면 청신로 878      | 운곡면         |                           |
| 비봉파출소     |      | 비봉면 충절로 1988     | 비봉면         |                           |